# Afognak
Afognak (citata anche come Afagnack, Afognack e Fogniak) è la seconda maggiore isola dell'arcipelago Kodiak ed è situata nel golfo dell'Alaska, (USA). Si trova circa 5 km a nord di Kodiak. Amministrativamente appartiene al Borough di Kodiak Island. L'isola è separata dalla terraferma continentale dell'Alaska dallo stretto di Šelichov.
L'isola è lunga 69 km e larga 37 km, ha una superficie di 1.812 km². Le sue foreste di abete rosso ospitano l'orso bruno, l'alce e il cervo Sitka dalla coda nera (Odocoileus hemionus sitkensis). Sulla costa si trovano i leoni marini.

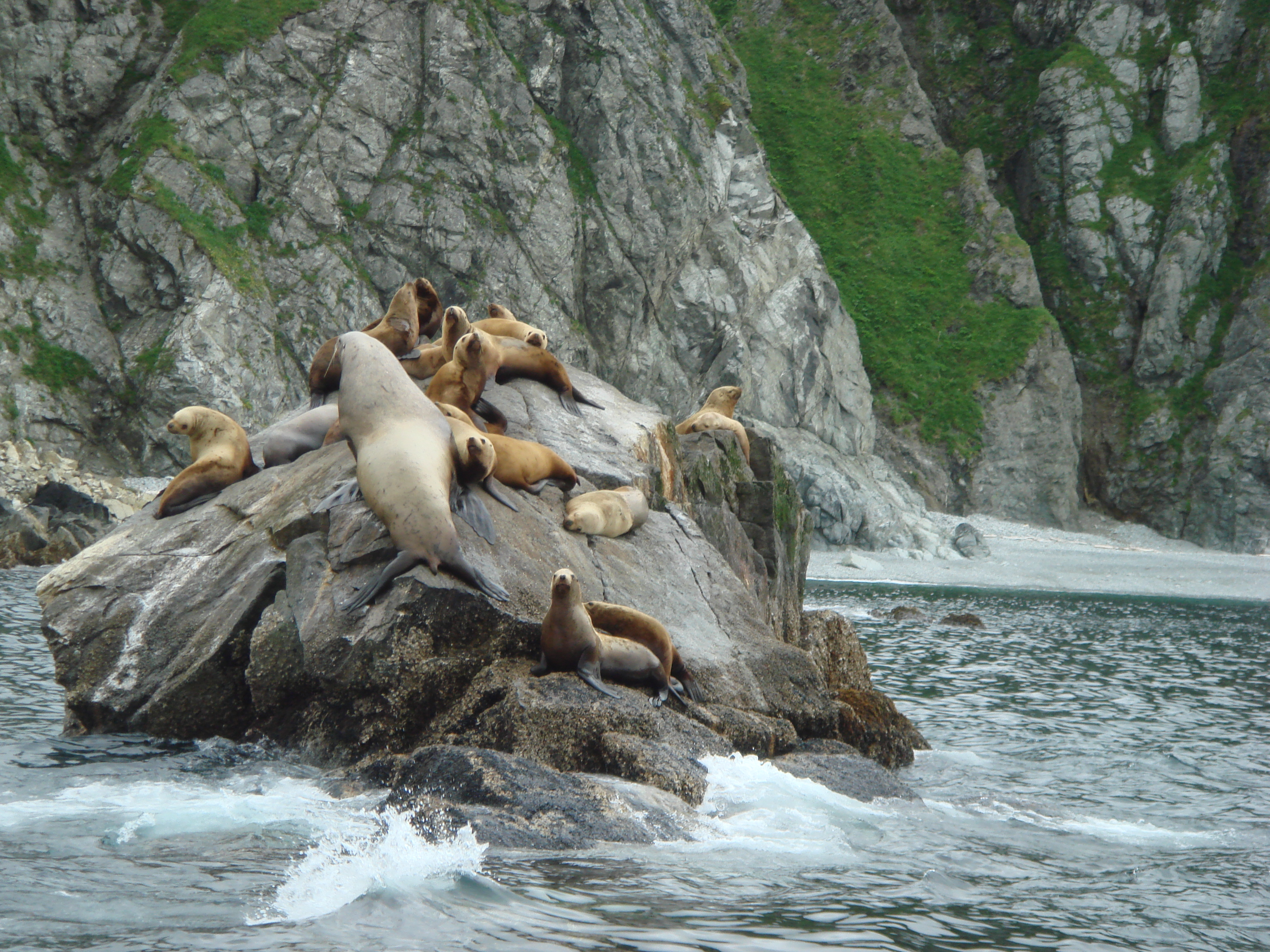
Leoni marini sulla costa di Afognak